# Давыдковская заброшенная больница
Давы́дковская забро́шенная больни́ца (ДЗБ; официально — «московский филиал Всероссийского центра экстренной и радиационной медицины имени А. М. Никифорова») — недостроенное 11-этажное здание, расположенное в районе Фили-Давыдково по адресу: ул. Давыдковская, вл. 7. Строительство объекта началось в 2011, согласно контракту N73 от 13 августа 2011 года между ГУ «УКС МЧС России» и ОАО ХК «Главмосстрой», и до конца 2013 года не приостанавливалось, так как срок сдачи в постоянную эксплуатацию должен был состояться 30 ноября 2013 года. Готовность здания была на 70 процентов, общая площадь здания 52 тыс.кв.метров, стоимость объекта с медицинским оборудованием составляла 5 млрд 521 млн.рублей и на 10 июня 2013 года было освоено 2 млрд 305 млн рублей. С начала 2014 года имелись случаи приостановки строительства объекта, пока новый директор ФКУ «УКС МЧС России» Бурсаков П.В, дополнительным соглашением N 5/1 от 30.11.13 года не продлил контракт N 73 от 13.08.11 года до 30.11.2014 года. В 2015 году было полностью прекращено из-за разногласий между МЧС России и компанией «Главмосстрой», осуществлявшей работы. С тех пор здание остаётся недостроенным, его регулярно посещают любители заброшенных объектов.

## Строительство
В 2011 году Министерство по чрезвычайным ситуациям России приняло решение о сооружении в Москве клиники-филиала ВЦЭРМ имени Никифорова. Для строительства был выбран земельный участок в Давыдкове, расположенный поблизости от комплекса объектов ведомства (НИИ МЧС, управление ГУ МЧС по Москве, учебный центр, пожарная часть, ведомственная церковь и т. д.). Особенностью этого участка является его примыкание к долине реки Сетуни и обводнённость грунтов. Закладывал камень начала строительства Зам. министра МЧС Волосов А. И. Министром МЧС на этот момент был Шойгу С. К. Строительство здания началось в августе 2011 года и должно было завершиться 30 ноября 2013, подрядчиком была выбрана компания «Главмосстрой», ранее построившая поликлинику ВЦЭРМ в Санкт-Петербурге, которая стала крупнейшим медучреждением Северо-Западного региона.
21 мая 2012 года на пост министра МЧС назначен Пучков В. А. Он увольняет всех сотрудников-профессионалов в строительстве с постов МЧС. С этого момента начались затруднения в строительстве. В сентябре 2012 года «Главмосстрой» направил заказчику официальное уведомление о приостановке работ по причине неисполнения им своих обязательств. Эти же обстоятельства стали основанием для решения заказчика о продлении сроков завершения контракта с 2013 на 30 ноября 2014 года. В феврале 2014 года «Главмосстрой» был вынужден повторно направить заказчику аналогичное уведомление о приостановке работ. Однако к 2015 году строительство так и не завершилось: конструктив здания был возведён полностью, но коммуникации не проложены, а отделочные работы только начаты.
В марте 2015 года МЧС расторгло контракт с «Главмосстроем». Основанием стали якобы допущенные подрядчиком грубые нарушения при строительстве — вероятно, претензии были высказаны к затоплению подвальных помещений грунтовыми водами. Глава ведомства Владимир Пучков потребовал обследовать несущие конструкции строящегося здания и расположенных поблизости сооружений.
В связи с возможной угрозой нарушения целостности несущих конструкций строящихся объектов МЧС России и соседних зданий, угрозой жизни и здоровью людей и существенным нарушением в части неисполнения обязательств министр поставил задачу обеспечить соблюдение законных интересов МЧС и расторгнуть в одностороннем порядке в соответствии с законодательством РФ государственные контракты на выполнение работ по строительству данных объектов.
Представители строительной компании заявили, что «МЧС РФ полноценно не выполняет функции заказчика на протяжении четырёх лет, что повлекло несоблюдение сроков возведения объекта». Так, ведомство к моменту расторжения договора не предоставило «Главмосстрою» прошедшую государственную экспертизу проектно-сметную документацию и разрешение на строительство.
Министерство обратилось в Арбитражный суд Москвы с целью получить неотработанный аванс (543,26 млн руб.), проценты (76,06 млн руб.) и штраф (2,8 млн руб.). Дело застопорилось из-за того, что для принятия решения по нему требовались специальные знания в сфере строительства. В итоге оно попало в экономическую коллегию Верховного суда, которая приостановила разбирательство до проведения экспертизы. Дальнейшие результаты процесса неизвестны. Решением арбитражного суда г. Москвы от 29 декабря 2018 года, был расторгнут и сумма иска ФКУ «УКС МЧС России» к ХК "Главмосстрой была определена только в сумме 403 млн рублей (сумма неотработанного аванса в 2014 г.), все остальные исковые требования МЧС суд не принял (см. решения арбитражного суда г. Москвы от 29 декабря 2018 года), зато решение поддержал апелляционный суд Москвы и окружной суд. На этом закончились требования МЧС, в лице ФКУ «УКС МЧС России» к генеральному подрядчику ХК «Главмосстрой» о возврате якобы причинённого ущерба МЧС России, в лице ФКУ.

## Текущее состояние
Конструктив здания полностью возведён, наружные стены частично отделаны. Остекление отсутствует. Подвальные помещения затоплены. В некоторых помещениях здания установлены некапитальные конструкции (перегородки) для больничных палат. На цокольном этаже складированы паллеты кирпичей, по всему зданию также разбросаны строительные материалы (доски, кирпичи, упаковки утеплителя Rockwool и металлические решётки). Одна из двух лестниц, ведущих на крышу, завалена стройматериалами. В нескольких лифтовых шахтах частично установлено лифтовое оборудование, к настоящему моменту пребывающее в негодности. На тросах к зданию подвешены 2 подъёмные люльки — с фасада и с тыльной стороны здания. Возле угла здания со стороны Сетуни имеются строительные леса.

## Происшествия
29 июня 2017 года 17-летняя девушка, гулявшая по крыше, по неосторожности упала в вентиляционную шахту, что привело к травматической ампутации голени. После этого случая охрана территории ДЗБ была усилена (до того, по свидетельствам сталкеров, здание вообще не охранялось), были заделаны бреши в заборе.
11 мая 2024 года 15-летняя девушка также провалилась в вентиляционную шахту и погибла от полученных травм. По свидетельствам сталкеров, здание, как и прежде, никем не охраняется.